# Asplenium durvillei
Asplenium durvillei là một loài dương xỉ trong họ Aspleniaceae. Loài này được Mett., Kuhn mô tả khoa học đầu tiên năm 1869.
Danh pháp khoa học của loài này chưa được làm sáng tỏ. 